# Aplocera opificata
Aplocera opificata là một loài bướm đêm trong họ Geometridae.